# Johann Heinrich Zang

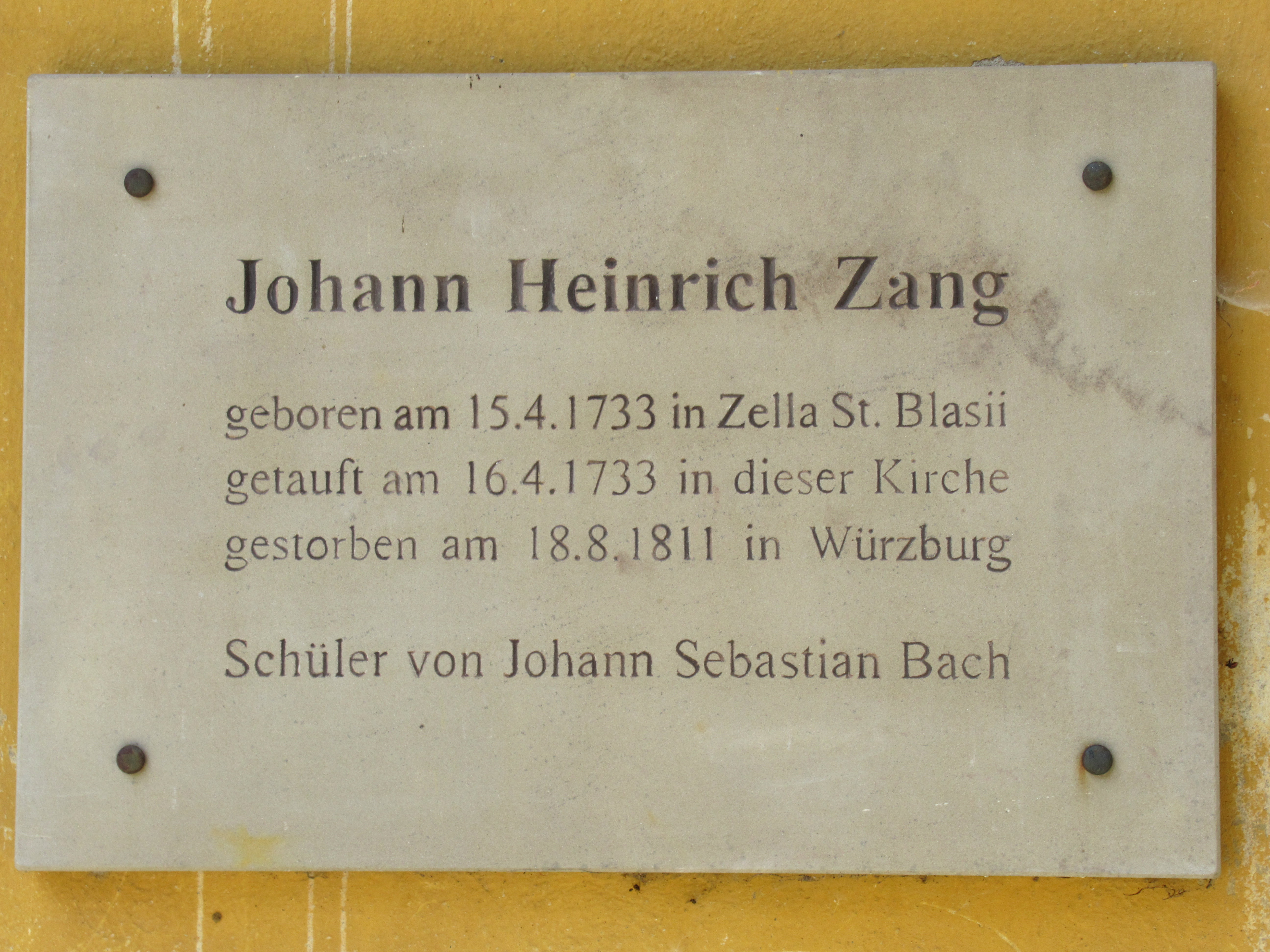
Gedenktafel an der Blasiuskirche in Zella

Johann Heinrich Zang (* 15. April 1733 in Zella St. Blasii; † 18. August 1811 in Würzburg) war über 50 Jahre lang Kantor in Mainstockheim bei Kitzingen.
In dieser Zeit komponierte er zwei vollständige Jahrgänge Kirchenkantaten. Sieben dieser Kantaten sind noch erhalten und heute im Besitz der Bayerischen Staatsbibliothek. Er veröffentlichte eine Kalligraphie, mehrere Handwerksbücher (Der vollkommene Orgelmacher und Der vollkommene Büttner oder Küfer) und hinterließ einige Musivgemälde.

## Leben
Als Sohn des Weißgerbermeisters Joh. Georg Zang in Zella-St. Blasii geboren, lernte Zang zu Hause die lateinische und griechische Sprache. Seine künstlerische Begabung wurde schon während seiner Schulzeit deutlich, und so wanderte er als 15-Jähriger für zwei Jahre nach Leipzig, wo er wohl in den Jahren 1748 und 1749 Kontakt zum Thomaskantor Johann Sebastian Bach hatte. Anschließend ging er nach Coburg und war dort Schüler von Johann Kilian Heller, später dann Kanzlist am Kloster Banz und Organist auf Schloss Hohenstein bei Coburg.
In den Jahren 1751 und 1752 war er als Kantor in Walsdorf bei Bamberg tätig und vom 7. November 1752 an als Kantor und Lehrer in Mainstockheim.
Fast 50 Jahre lang prägte Johann Heinrich Zang von 1752 bis 1801 das musikalische Leben in Mainstockheim. Er baute einen musikalischen Chor auf, verfasste zahlreiche musikalische Werke und wirkte durch seine Veröffentlichungen und Werke weit über das kleine Dorf hinaus als Schreibmeister, Künstler und Orgelsachverständiger.
Johann Heinrich Zang starb am 18. August 1811 im Juliusspital in Würzburg.

## Werk
Als Werke von Johann Heinrich Zang sind uns heute als erhalten bekannt:
Schriften
- Calligraphia oder Selbstlehrende Schönschreibkunst, wahrscheinlich 1762 im Selbstverlag.
- Vollkommene Büttner- oder Küferlehre, Mainstockheim 1790, Selbstverlag, Schweinfurt 2/1794, J. S. Fr. Riedel, m. dem Titel Des Kunst- u. Handwerksbuchs erster Theil als 2. Aufl. Nürnberg 1804, A. G. Schneider u. Weigel.
- Des Kunst- u. Handwerks Buchs zweyter Theil … Der vollkommene Orgelmacher oder Lehre v. der Orgel u. Windprobe, Nürnberg 1804, Schneider u. Weigel, 2/1810, 3/1829.

Kompositionen
- Sieben Kirchenkantaten den Sonntagen 1. Advent, 1. Weihnachtstag, Osterfest, 3. Sonntag nach Ostern, 2. Pfingsttag, Trinitatisfest, 3. Sonntag nach Trinitatis gewidmet.

Bildnisse
- 3 Musivgemälde aus einem Zyklus von Monatsbildern:

Der Monat Oktober (1799) und Der Monat Dezember (1807) im Besitz des Museum für Franken, Würzburg.
Der Monat Maÿ (1807) zeitweise im Besitz der Pelham Galleries, Paris & London.
- Weiterhin 2 thematische Bilder:

Die Geschichte des Propheten Elia, / Von der Wittwe zu Zarpath, (1805) im Privatbesitz.
Nro. 32 / Ein Vulkan, / gefertiget von / Joh: Heinrich Zang / in Maÿnstockheim / bey Wirzburg. / vom 22. Martii 1796. im Privatbesitz, Größe: ca. 52 × 67 cm.
- Die Umarbeitung eines Kupferstichs der Stadt Kitzingen aus dem Jahr 1770 (Original von Johann Valentin Schmid, 1705).

Nicht mehr nachweisbar
- Singende Muse am Mayn, Nürnberg u. Würzburg 1776.
- 2 Jahrgänge Kirchenkantaten.
- 6 Klavier-Sonaten.
- 12 Trios für Orgel mit 2 Klavieren und obligatem Pedal.